# Ulaanbaatar Grand Slam
L'Ulaanbaatar Grand Slam, fino al 2016 classificato come Gran Prix, è un torneo internazionale di judo che si tiene annualmente con cadenza irregolare a Ulaanbaatar, in Mongolia.
Il torneo è parte del circuito IJF World Tour e conta ad oggi 6 edizioni.

## Edizioni
Di seguito la tabella delle edizioni del meeting.
| Edizione | Anno | Data         | Circuito            | Dettagli                    | Rif.  |
| -------- | ---- | ------------ | ------------------- | --------------------------- | ----- |
| 1°       | 2013 | 13-14 luglio | IJF World Tour 2013 | Ulaanbaatar Grand Prix 2013 | [ 1 ] |
| 2°       | 2014 | 04-06 luglio | IJF World Tour 2014 | Ulaanbaatar Grand Prix 2014 | [ 2 ] |
| 3°       | 2015 | 03-05 luglio | IJF World Tour 2015 | Ulaanbaatar Grand Prix 2015 | [ 3 ] |
| 4°       | 2016 | 01-03 luglio | IJF World Tour 2016 | Ulaanbaatar Grand Prix 2016 | [ 4 ] |
| 5°       | 2022 | 24-26 giugno | IJF World Tour 2022 | Ulaanbaatar Grand Slam 2022 | [ 5 ] |
| 6°       | 2023 | 23-25 giugno | IJF World Tour 2023 | Ulaanbaatar Grand Slam 2023 | [ 6 ] |
| 7°       | 2025 | 25-27 luglio | IJF World Tour 2025 | Ulaanbaatar Grand Slam 2025 | [ 7 ] |